# Biserica de lemn din Sârbenii de Jos

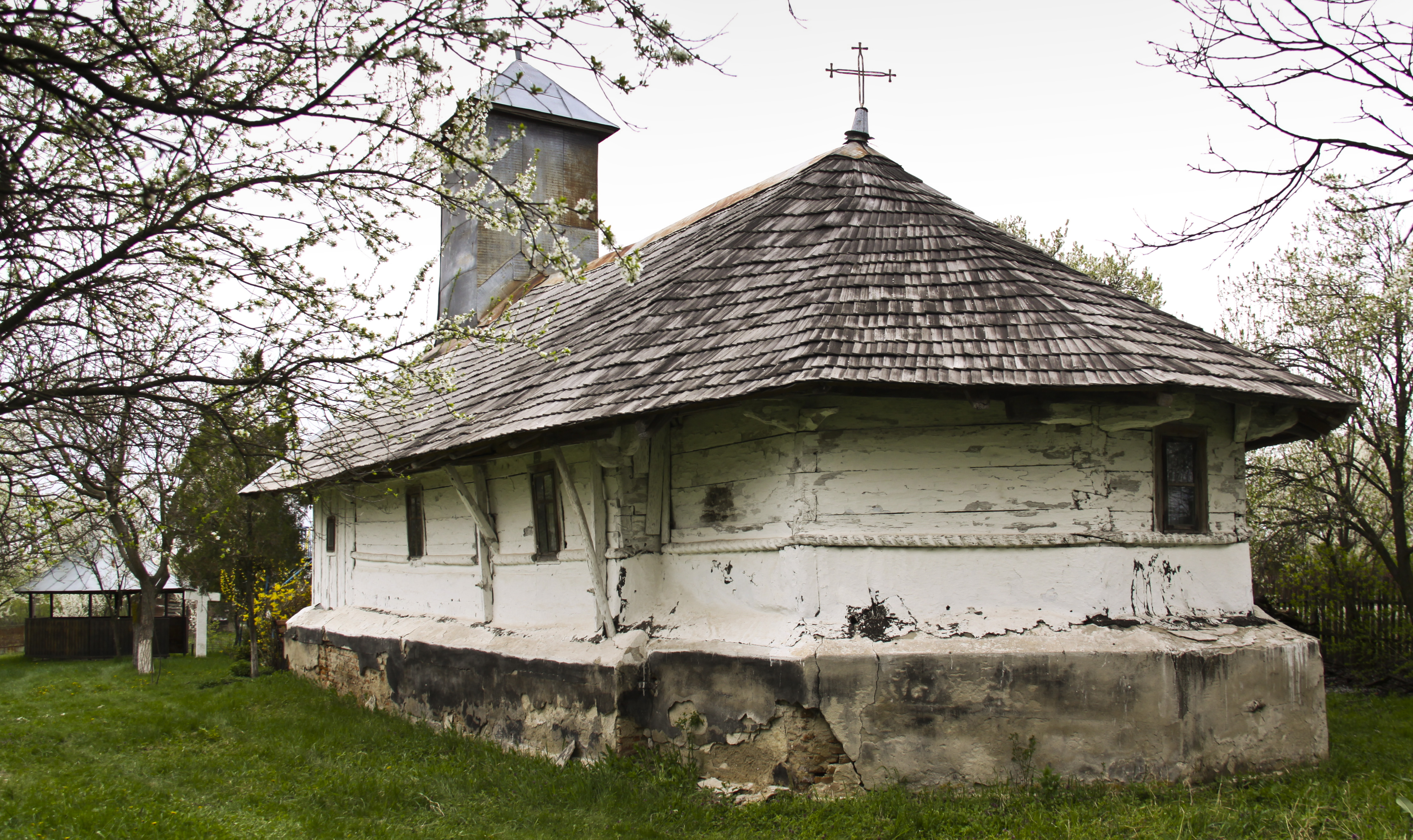
Biserica de lemn din Sârbenii de Jos, județul Teleorman. Foto: aprilie 2011

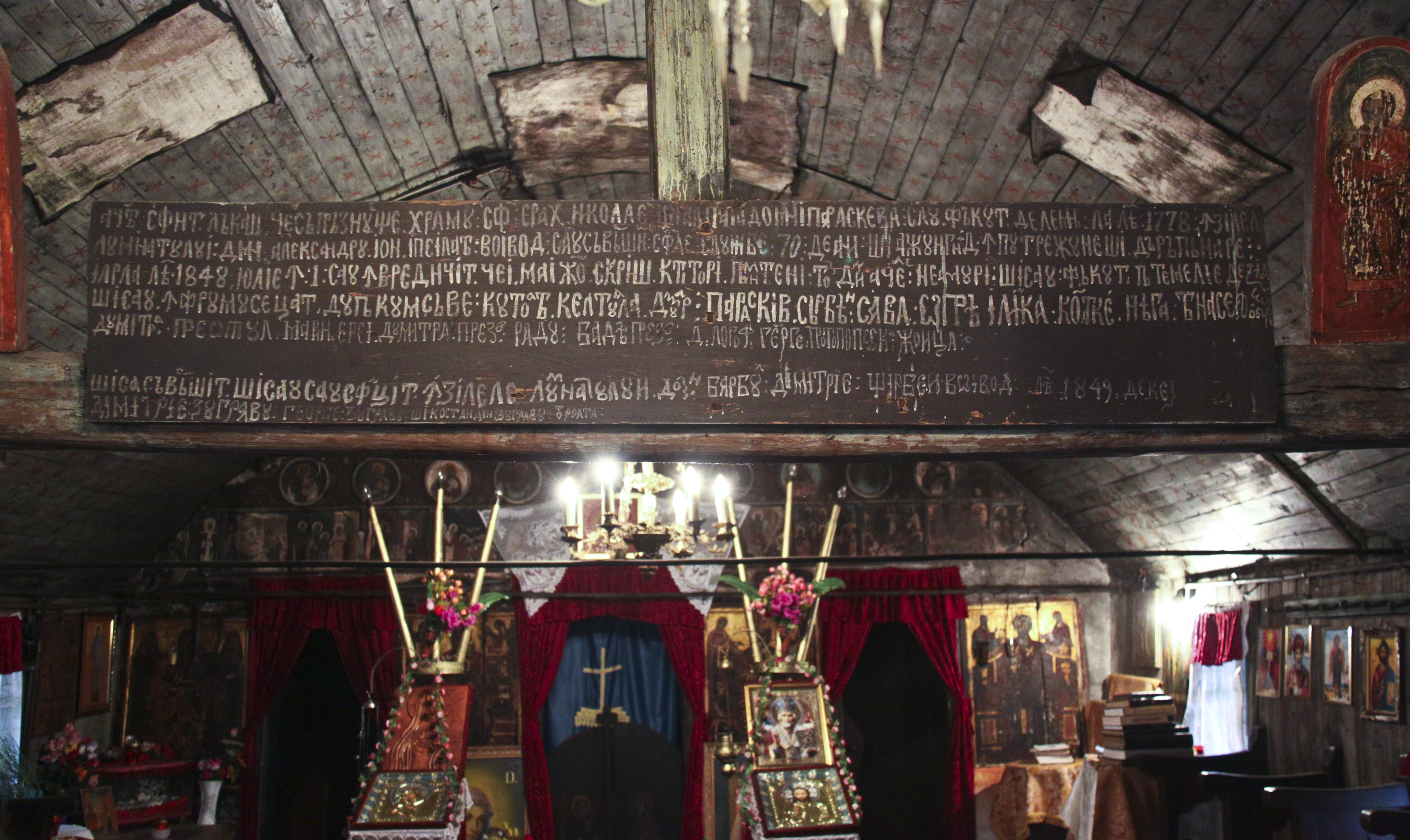
Pisania din anul 1849. Foto: aprilie 2011

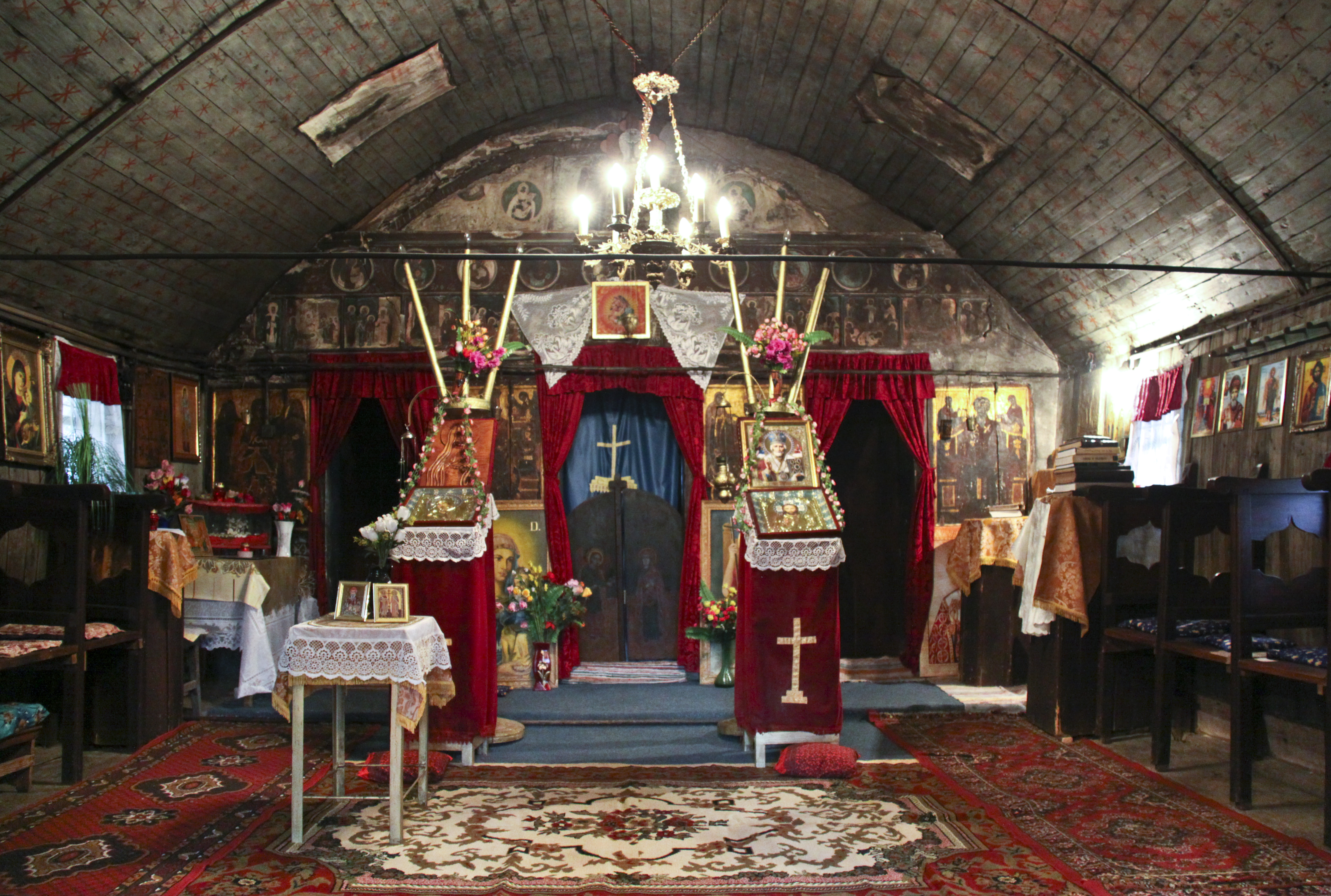
Interiorul, spre iconostas. Foto: aprilie 2011

Biserica de lemn din Sârbenii de Jos se află în localitatea omonimă, comuna Sârbeni, județul Teleorman, și poartă hramul „Sfântul Nicolae”. A fost ridicată în anul 1778 și refăcută în 1849. Se remarcă prin fragmente sculpturale decorative la pridvor și funia ce încinge biserica, precum și pictura iconostasului și a icoanelor vechi rămase în inventarul bisericii. Pisania din interior constituie un izvor documentar local ce ridică valoarea lăcașului. Structura de lemn originală se păstrează în condiții bune. Biserica este înscrisă pe noua listă a monumentelor istorice, LMI 2004:  TR-II-m-A-14447.

## Istoric
Biserica a fost ridicată în anul 1778 în Sârbenii-Moșteni, pe proprietate de moșneni. Despre ridicarea ei în secolul 18 și renovarea ei în vremea revoluției pașoptiste, vorbește pisania din interiorul bisericii. Pisania se află pe un panou de lemn, fixat într-o [[grindăîî tirant, pe locul peretelui despărțitor dintre tindă și naos. Ea este scrisă în chirilice și transmite următoarele date și fapte: „Aciăst sfânt lăcaș ce să prăznuește hramul sf[ântului] erah Nicolae și al prapodomni[i] Parascheva, s-au făcut de lemn la leat 1778 în zilele luminatului d[o]mn Alecsandru Ion Ipsilat voivod. S-au săvărșit sf[inte]le slujbe 70 de ani și ajungând în putrejune și dărăpănare, iar la leat 1848 iulie in 1, s-au învrednicit cei mai jos scriși ctitori pământeni, tot din acele neamuri, și s-au făcut pă temelie de zid și s-au înfrumusețat după cum să ve[de] cu toată cheltuiala dumn[ea]l[o]r Paraschiv Sărbean, Sava, Oprea Ilinca, Costache Neaga, Dobre ... Dumitra, preotul Marin erei, Dumitra prezv[iter], Radu, Badea prezv[iter], d[omnul] logof[ăt] Gheorghe Protopopescu, Joița, și s-a săvrșit și s-au sf[i]nțit în zilele lum[i]natului domn Barbul Dimitrie Știrbei voivod, leat 1849 dece[mbrie] 6. Dimitrie zugravu, Gheorghie zugravu și Costandin Zugravu ot Roata”.
Pisania preia la început informațiile despre ridicarea bisericii, de la o pisanie inițială, pierdută la momentul refacerii ei. Din ea aflăm anul și domnia. Pe ctitorii inițiali îi aflăm indirect printre cei de la 1848, care se trăgeau „tot din acele neamuri”. Se prea poate ca la proscomidie, sub blănile de scândură ce acoperă interiorul, să se mai păstreze pomelnicul ctitorilor, incizat pe bârnele pereților. Datele din pisanie sunt completate de două însemnări pe un Apostol tipărit la București în 1774, mai întâi despre evenimentele ce frământau locuitorii din zonă: „La anu 1849, pre când prințipatu era plin de oștirile rusești și turcești, s-au mai liniștit pacea în prințipatu Valahiei, puindu-se domn Țării Rumânești Barbul Dimitrie Știrbei voivod. Și am scris eu, să să țină minte. Dimitrie zugrav ot satu Roata de Jos”, apoi despre zugrăveala bisericii: „Sfânta biserică din Sărbeni s-au început a jugrăvi în anu 1849, când au luat și sfințire, și s-au săvârșit în anul 1850 iunie 10, sâmbăta moșilor. Dumitru zugravu ot Roata de Jos”.
Despre amploarea lucrărilor de refacere de la 1848-1849 vorbesc atât datele pisaniei cât și structura bisericii. Biserica a fost reașezată pe fundație de zid. Cu acest prilej a fost lărgit interiorul prin eliminarea peretelui despărțitor dintre femei și bărbați. Pe locul lui a rămas o grindă tirant, purtătoare de pisanie, cruce și molenii. Interiorul a fost îmbrăcat cu blăni verticale pentru o mai bună izolație. Tot atunci a fost probabil ridicat și turnul peste pridvor. Stâlpii pridvorului sunt foarte asemănătorii cu cei de la biserica de lemn din Puranii de Sus, și au fost probabil adauși sau schimbați la 1848. Cel de al doilea hram a fost probabil adăugat la resfințirea bisericii. Lucrarea zugravilor se reduce la iconostas, câteva icoane, ușile împărătești, crucea cu moleniile de pe grinda tirant. Tot ei au vopsit bolțile interioare cu stele roșii pe fond alb, iar în câteva locuri au fost prinse în cuie icoane pictate pe pânză. Icoanele împărătești inițiale au fost refolosite și integrate în noul ansamblu al iconostasului. În biserică se păstrează un epitaf pictat pe pânză, datat din 1856 aprilie 7.
O altă lucrare de renovare a fost consemnată în anul 1911. Renunțarea la peretele interior din 1848 a condus inevitabil la deformări structurale în deceniile care au urmat. Scopul principal al lucrărilor din 1911 au fost de a stabiliza structura de lemn cu tiranți de fier transversali și a opri deformațiile din fundația de zidărie cu o chingă de fier, de jur-împrejur. Este posibil ca timpanul de vest să fi apărut atunci, sau mai înainte, odată cu adausul turnului peste pridvor. Tot la 1911 se presupune că a fost închis pridvorul cu scânduri, pentru a mări oarecât capacitatea bisericii de a primii credincioși. Pardoseala anterioară de cărămidă a fost acoperită cu o placă de ciment. Cei care au contribuit financiar la lucrările de reparație din 1911 au fost: „Stan D Soare zis și Cismărușu, ajutat de Gheorghe Protopopescu, Dumitru Protopopescu, Radu Mihăilescu, Ion B Mihai zis Pilă, Ioniță Popescu, Ioniță Mihai, Marin D Șerban, Bâlea Soare și Soare Ion Soare, îndemnați și ajutați de preotul Ioan Constantinescu din Sârbeni”.
În anul 1958 a fost schimbată învelitoarea de șindrilă și au fost refăcute treptele de la intrare din beton.

## Trăsături
Biserica din Sârbenii de Jos este una dintre foarte puținele biserici de lemn rămase în zona de sud a Munteniei. Are dimensiuni modeste, planimetrie comună și câteva elemente artistice care o scot în evidență.
De la vest la est, biserica este împărțită în cele patru încăperi tradiționale: pridvor închis, tindă și naos unite între ele și altar. Altarul este mai îngust și terminat poligonal, în cinci laturi. Trecerea dinspre tindă spre naos este demolată și marcată numai de o grindă tirant, pe care stă pisania, crucea și moleniile. Iconostasul este parțial zidit, cu icoanele vechi împărătești încastrate, de o parte și de alta a celor trei uși spre altar. Bolta interioară trece din naos în tindă. Încăperile sunt luminate de un număr redus de ferestre, mult mărite într-o fază ulterioară.
Structura originală se păstrează în mare parte și a fost ridicată din bârne fasonate din lemne crepate. La altar au fost așezate în rânduri egale, cu treceri distincte de la un rând la altul. Bârnele au fost încheiate la capete în cheotori netede, bisericești, în coadă de rândunică.
Din punct de vedere artistic, se remarcă în principal formele sobre, aproape lipsite de orice ornament. Funia mediană, care încinge biserica, arată o tratare decorativă de efect.

## Imagini din exterior

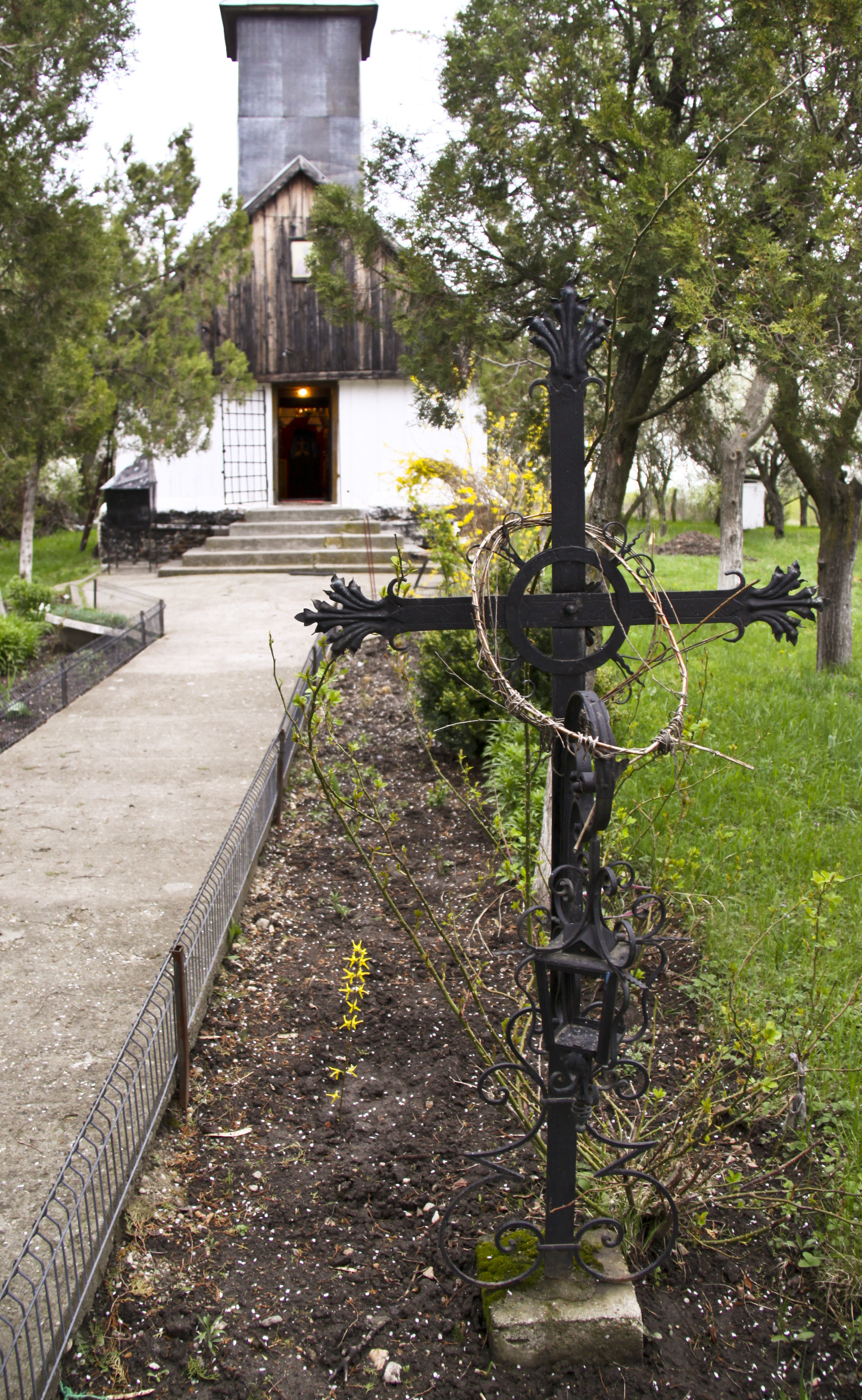
cruce din fier forjat ridicată în memoria eroilor din primul război mondial
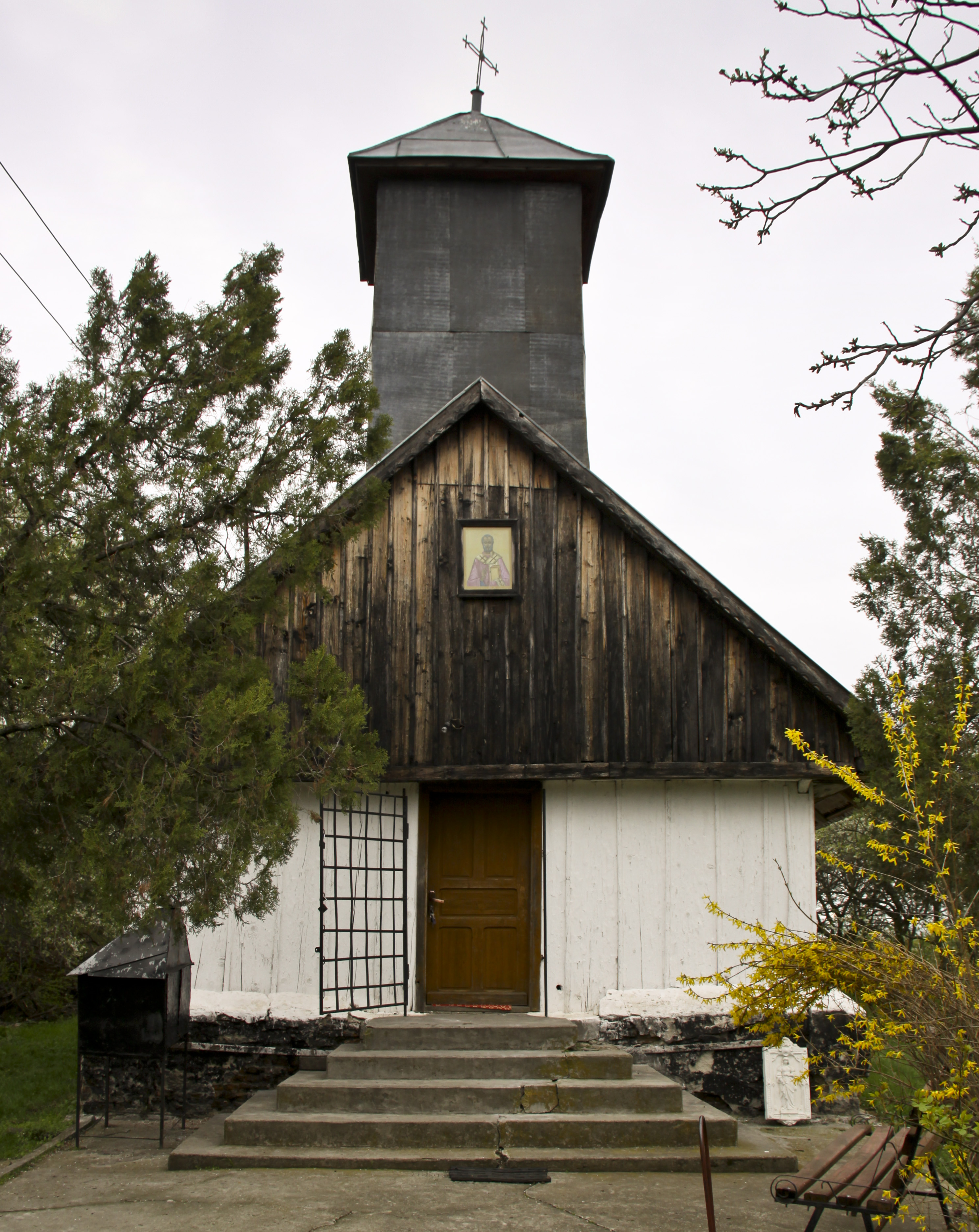
vest
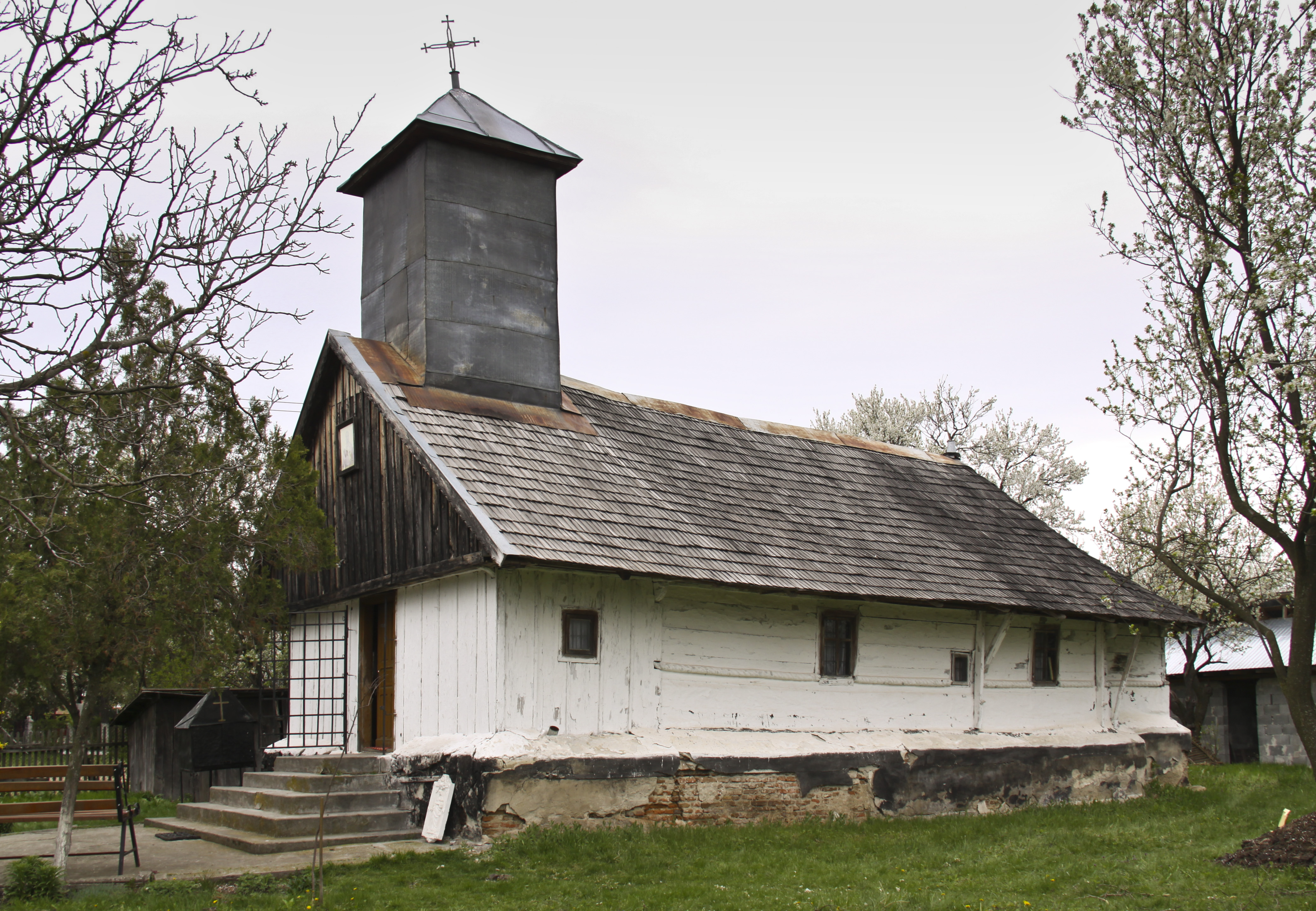
sud-vest
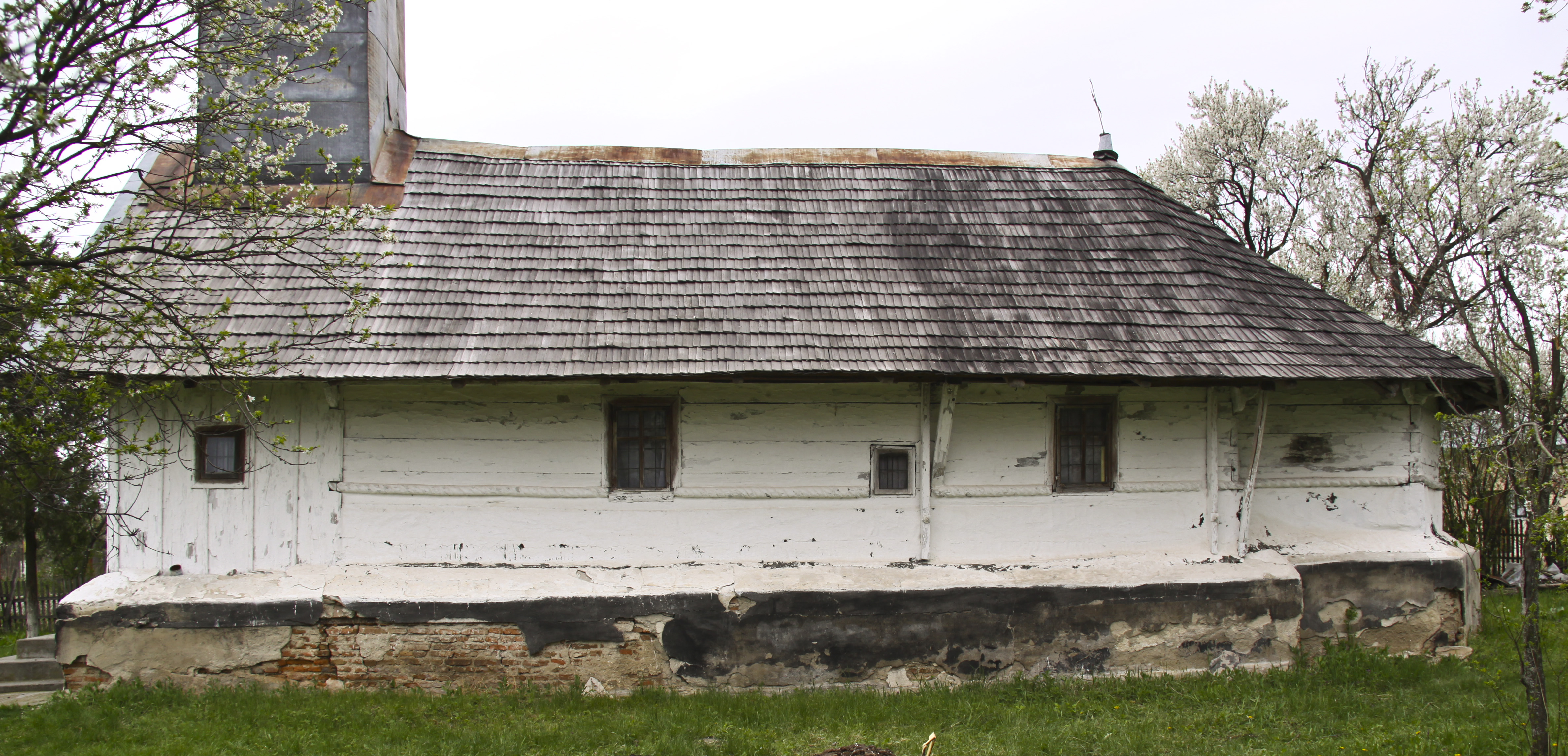
sud
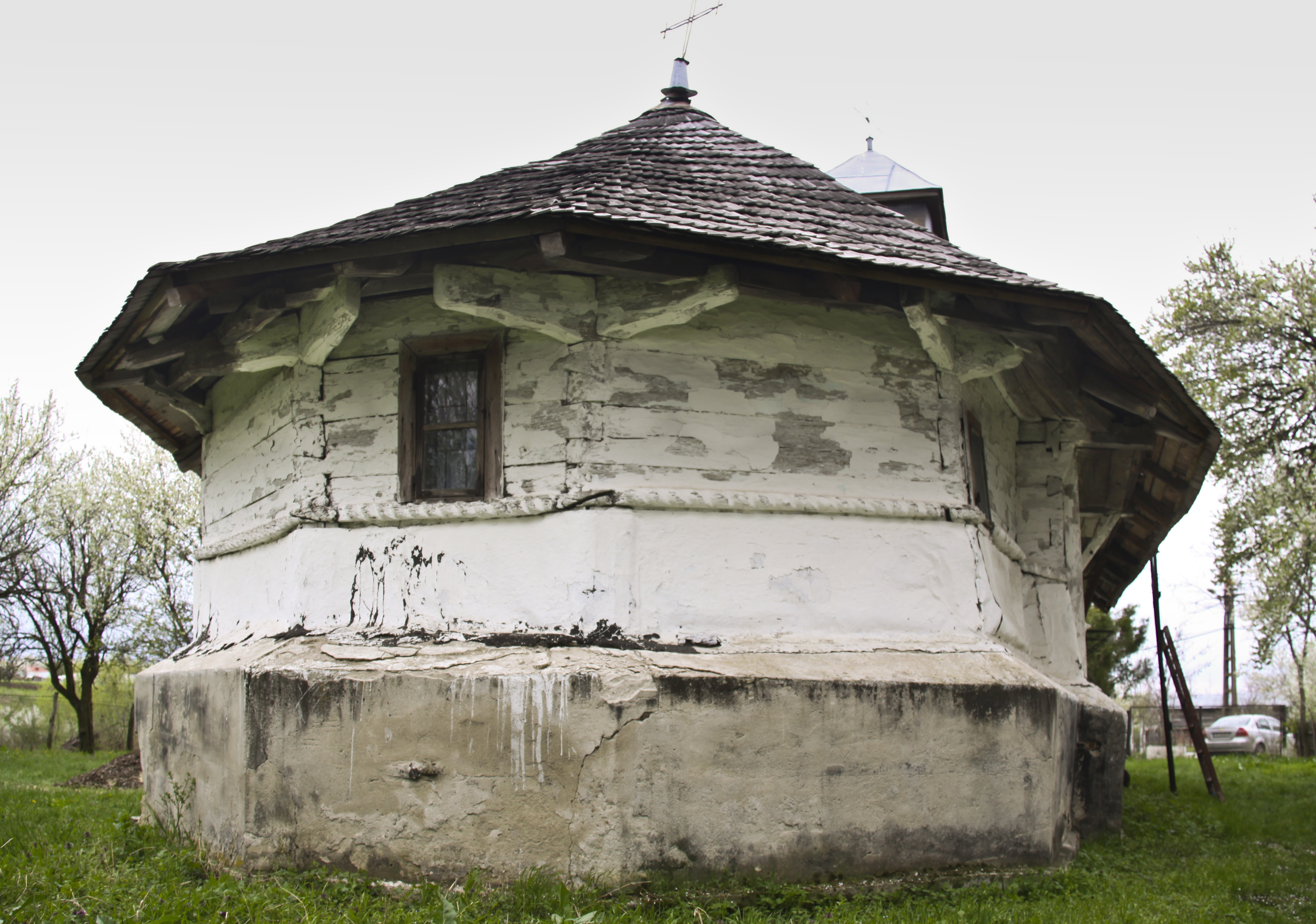
dosul bisericii
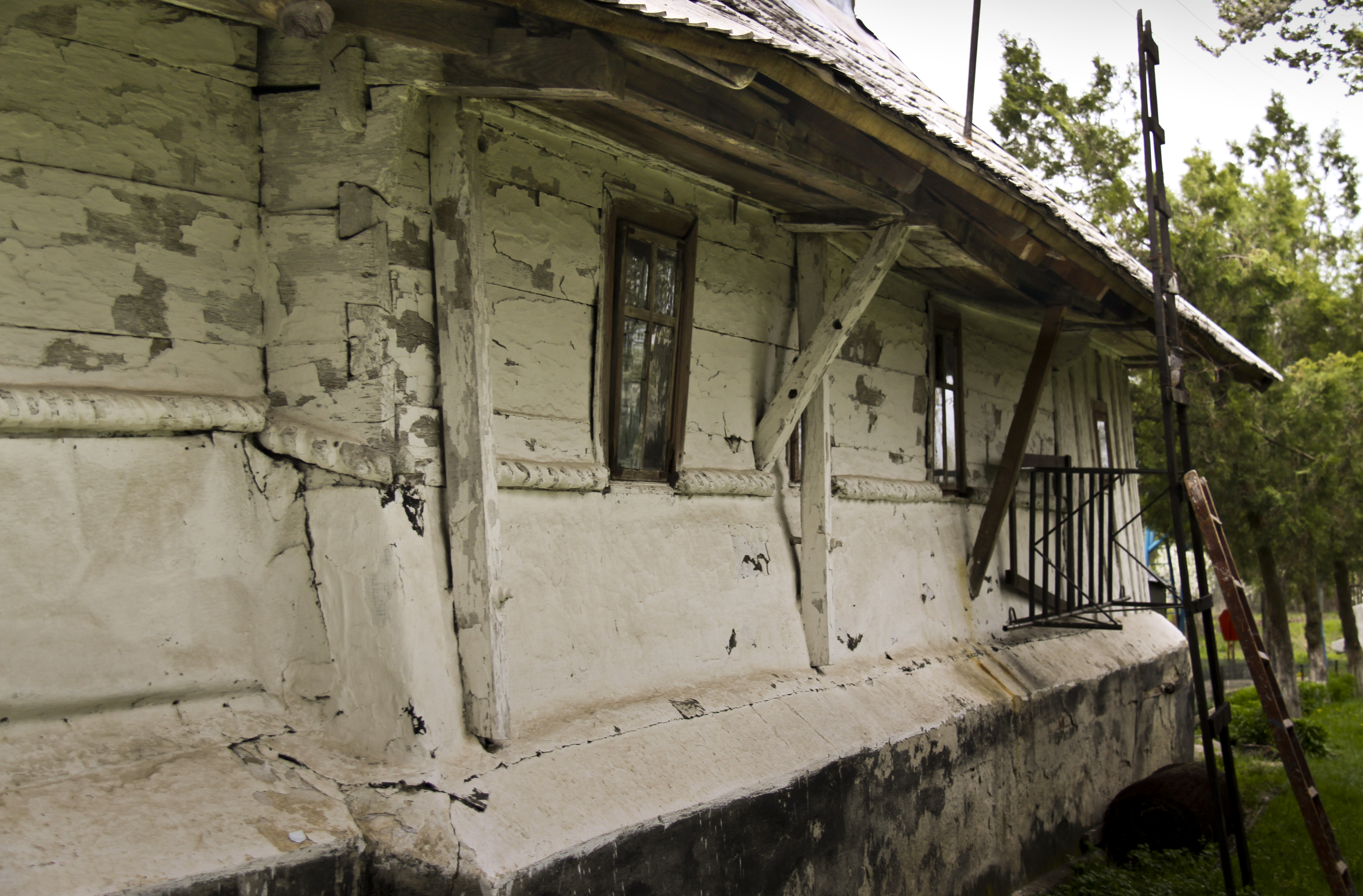
nord-est
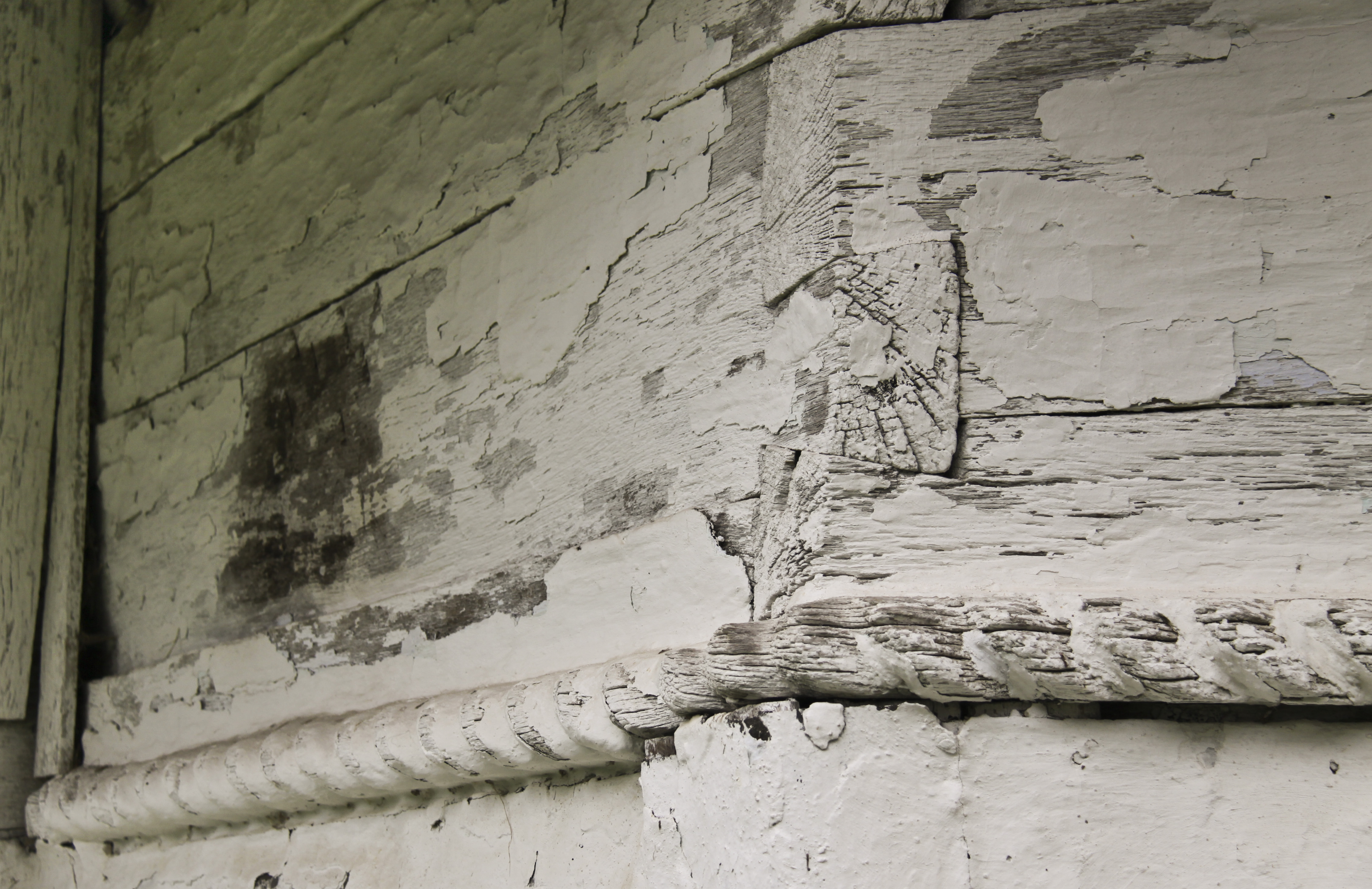
sud-est, brâu median la altar

## Imagini din interior

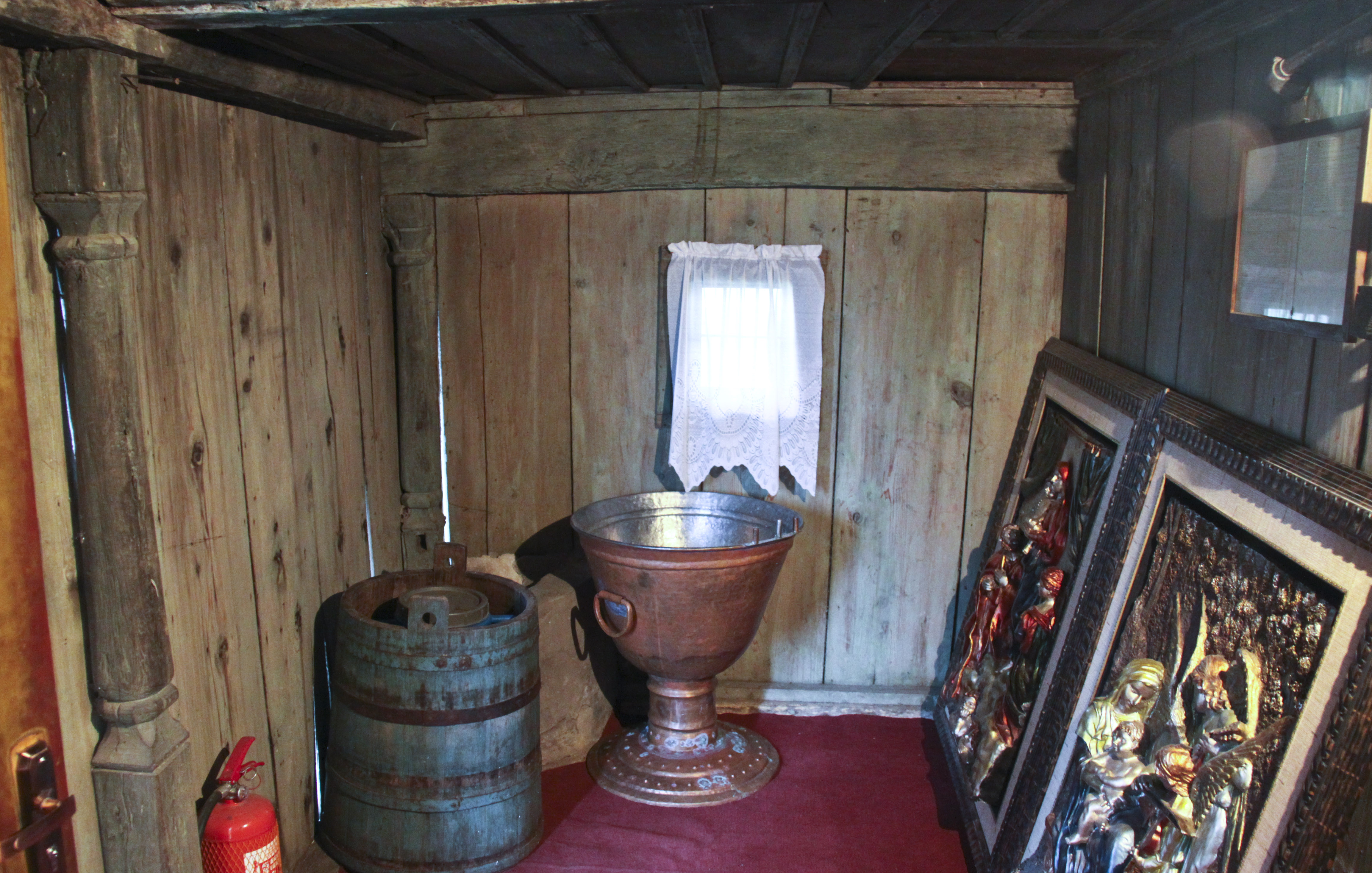
pridvor, nord
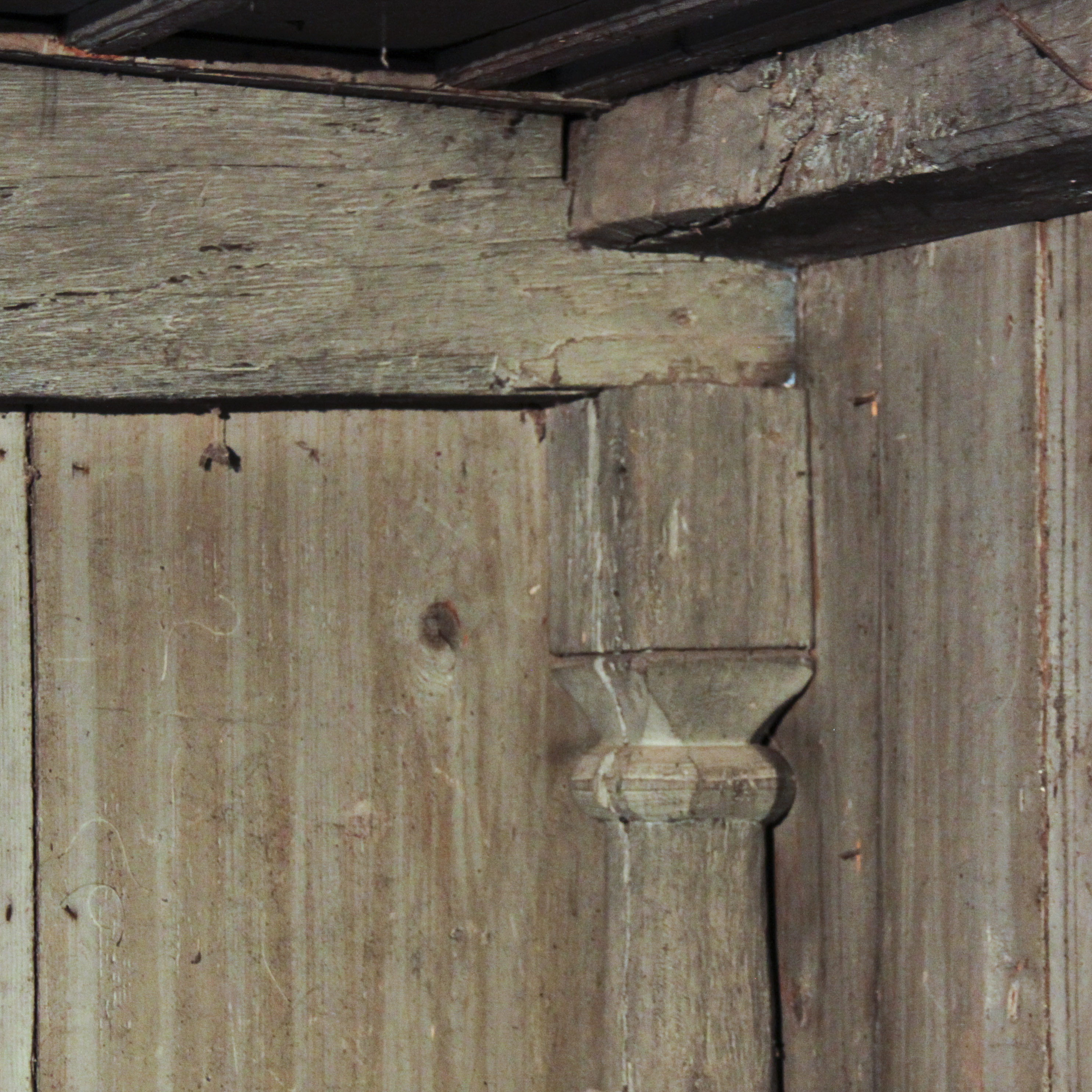
pridvor, cap de stâlp
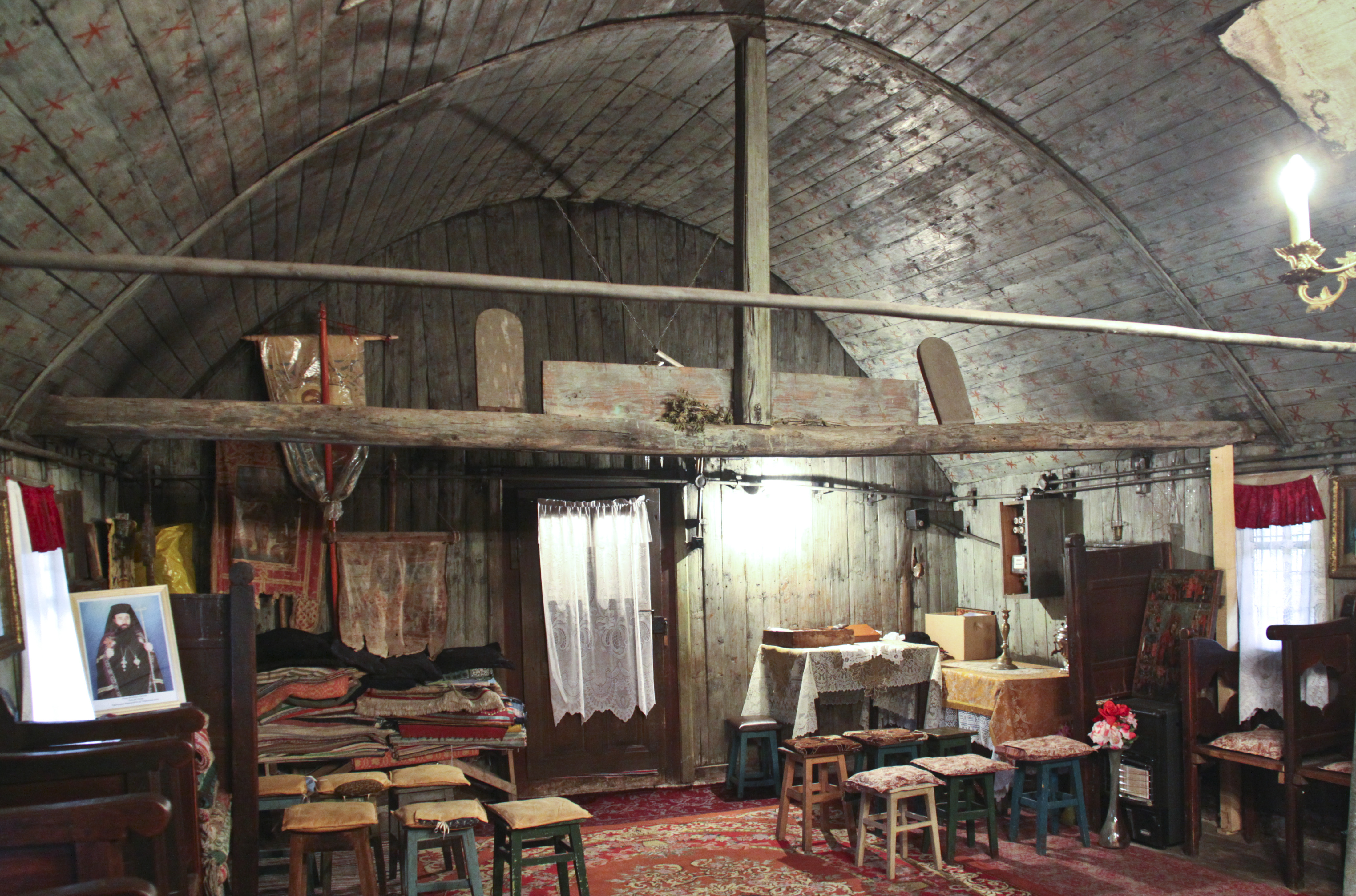
interior, spre intrare
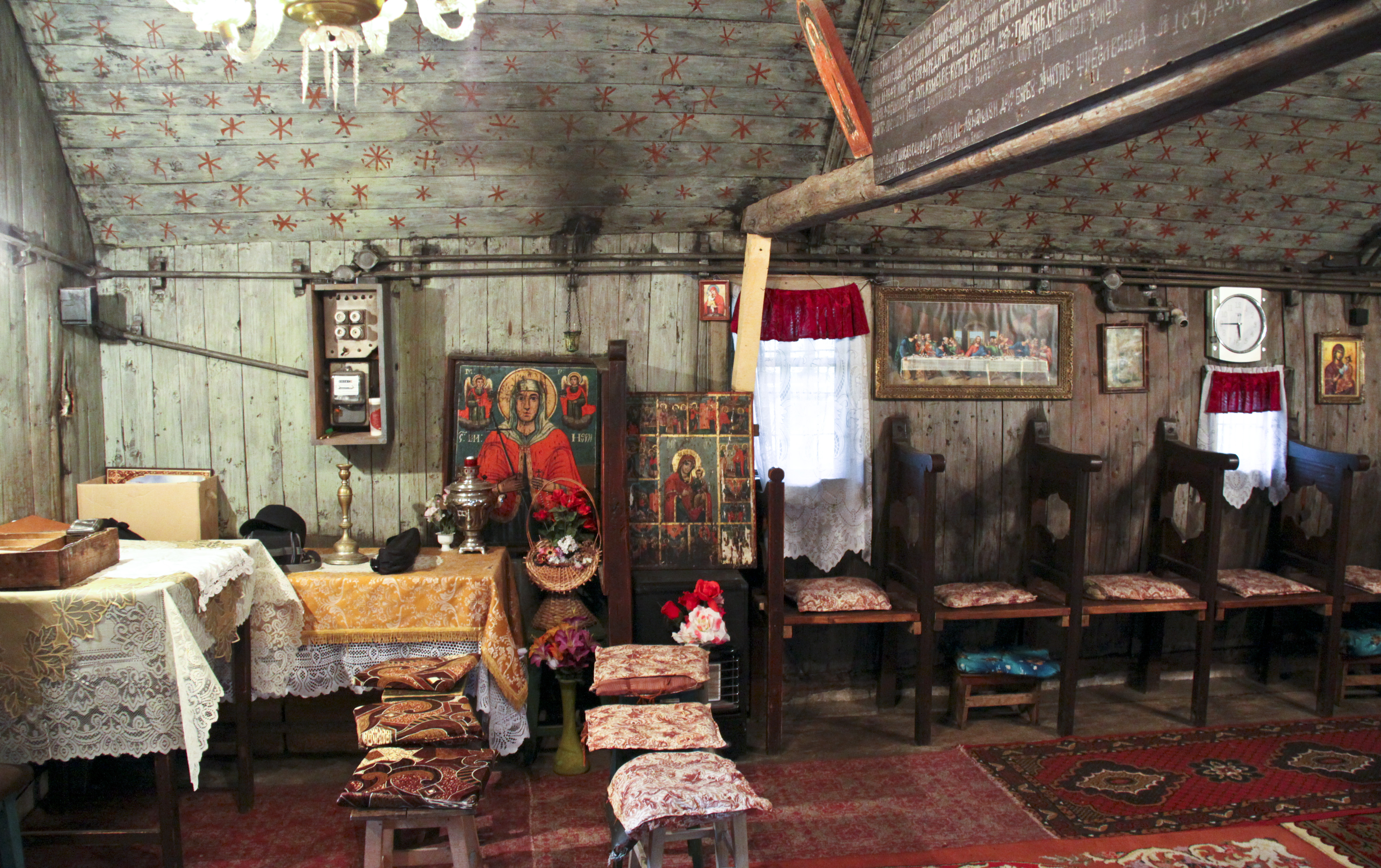
în vechea tindă, nord
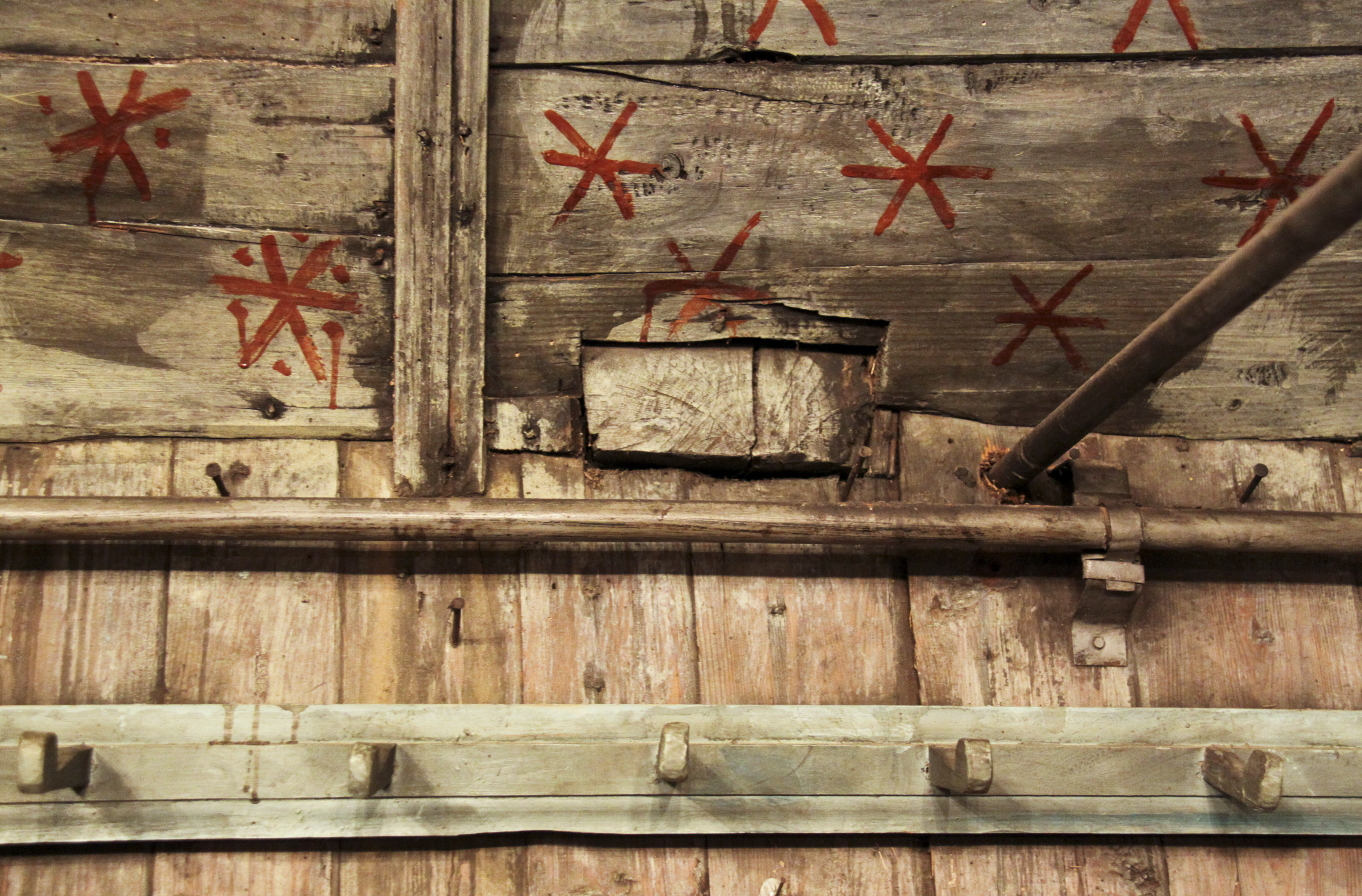
vechea grindă tirant din naos, scurtată la 1848, şi cea de fier de la 1911
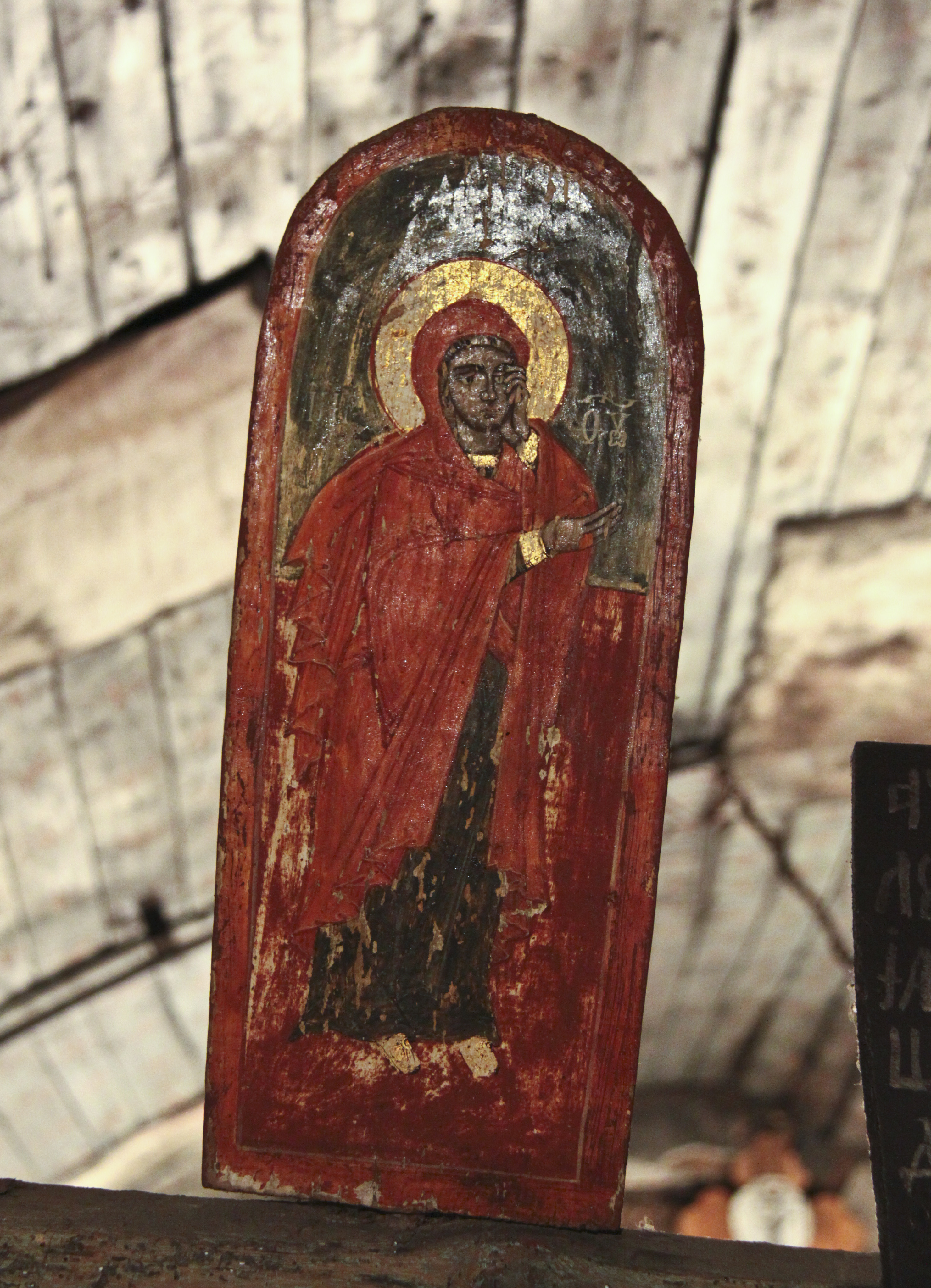
molenie, sf Maria
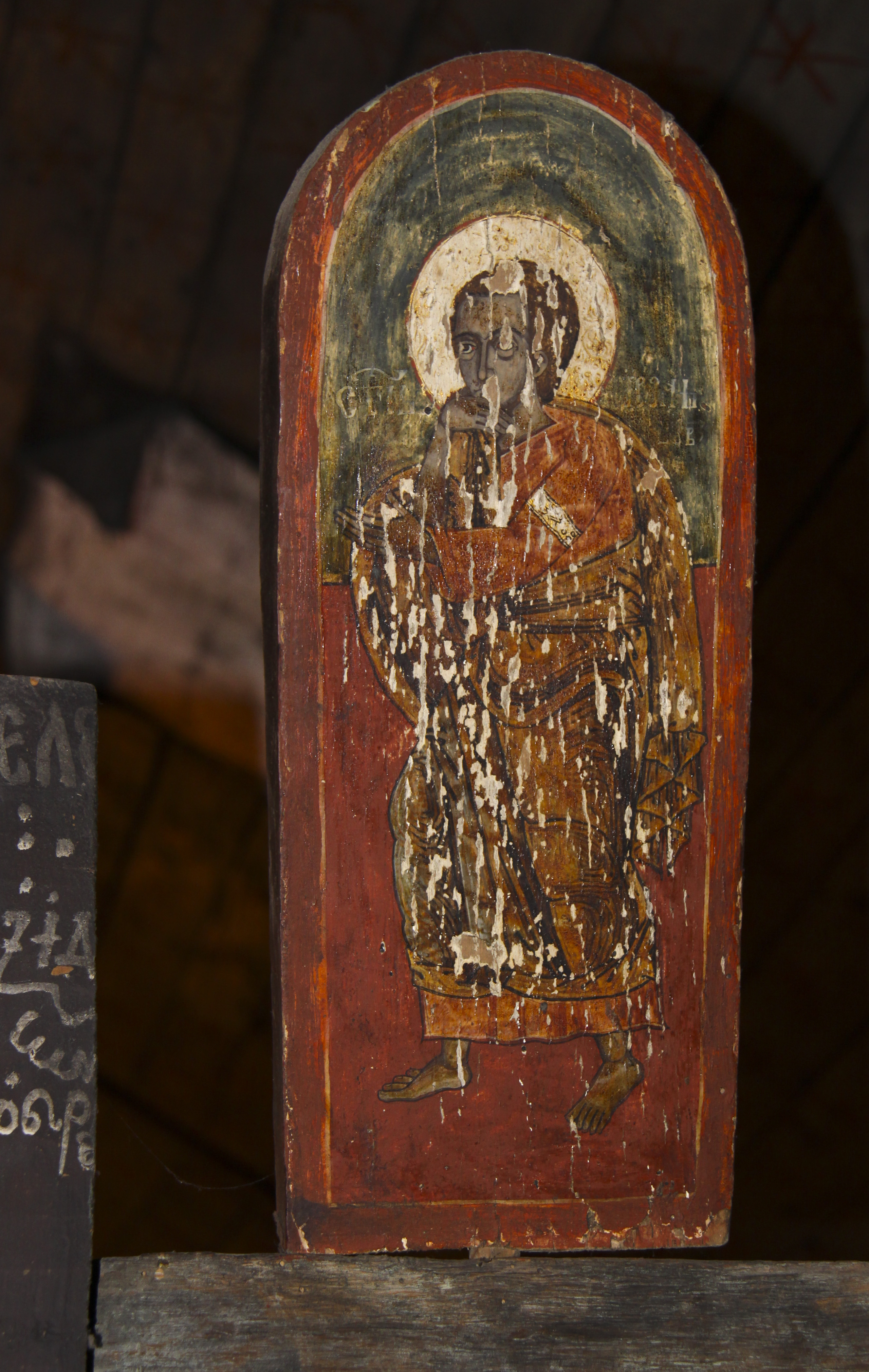
molenie, sf Ioan
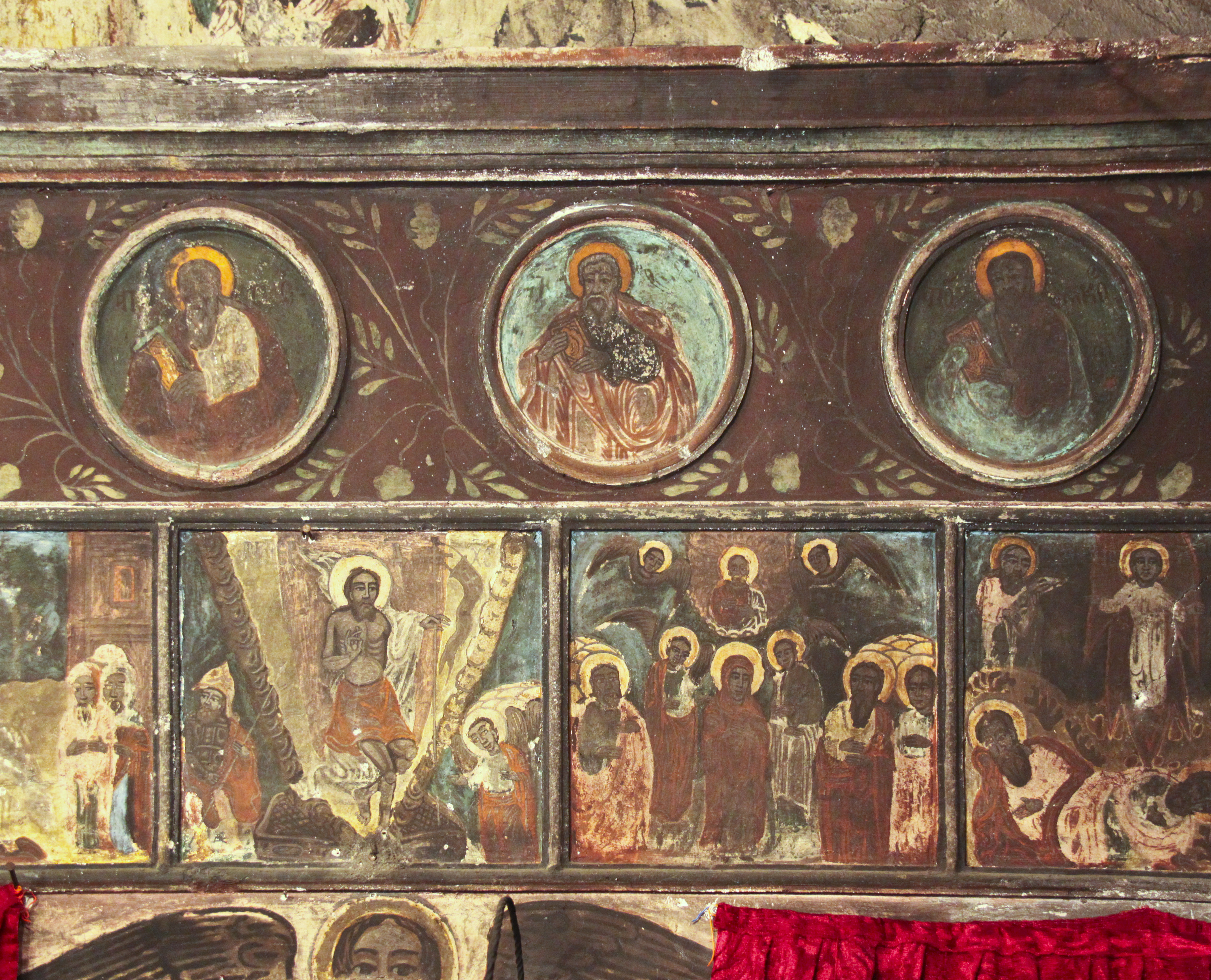
fragment de tâmplă
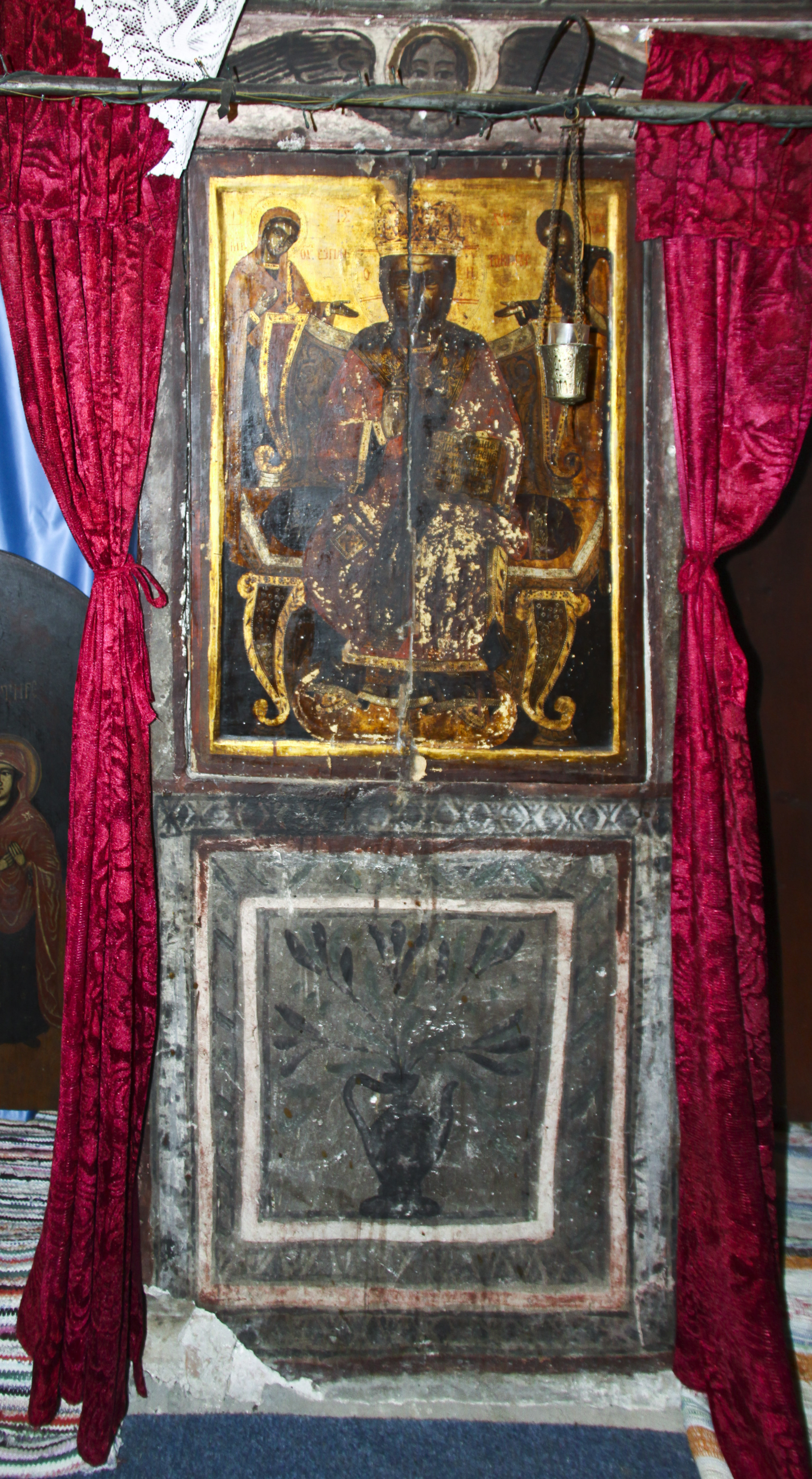
stâlp în iconostas cu icoană împărătească
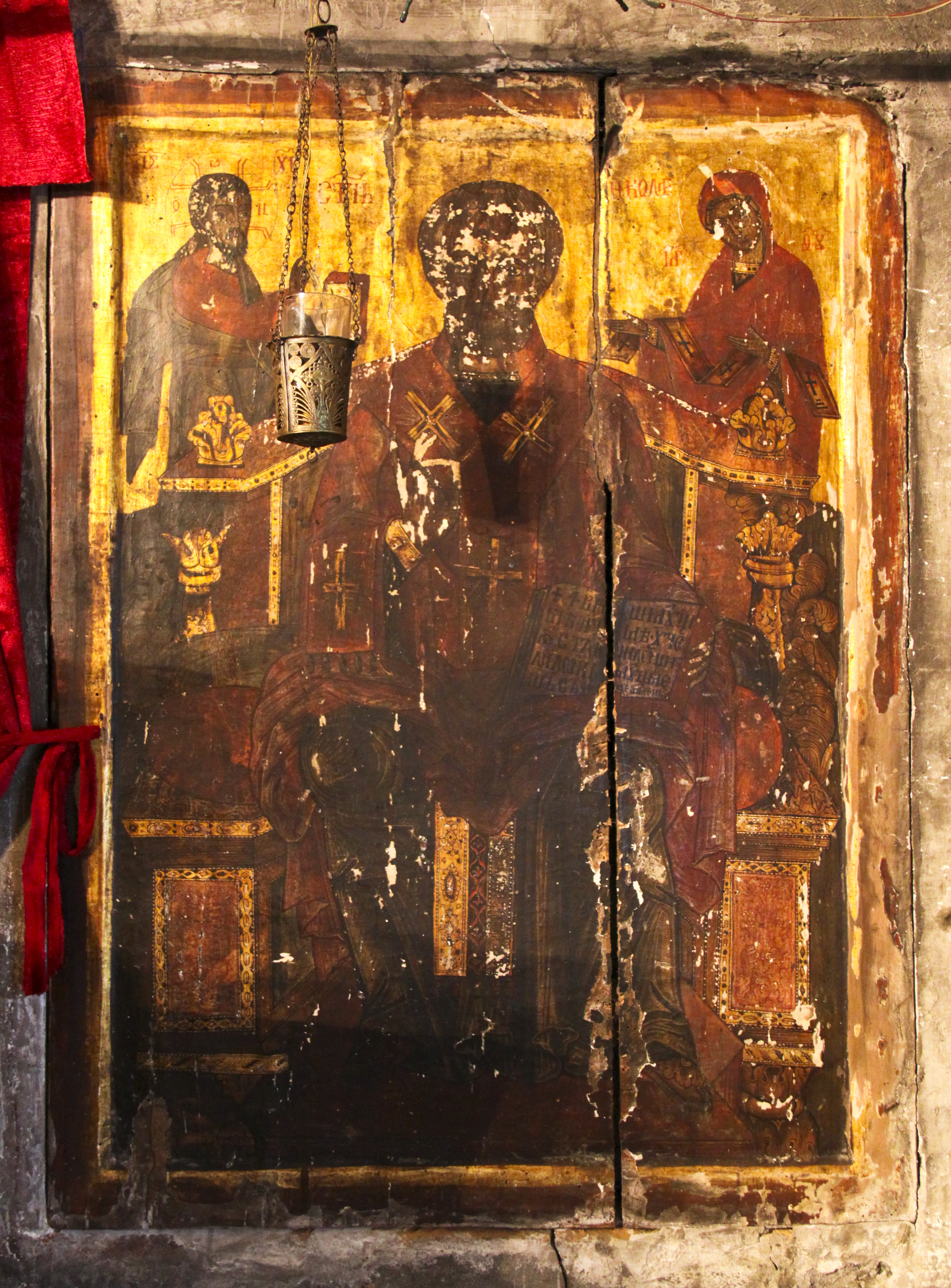
Sf Nicolae, icoană împărătească
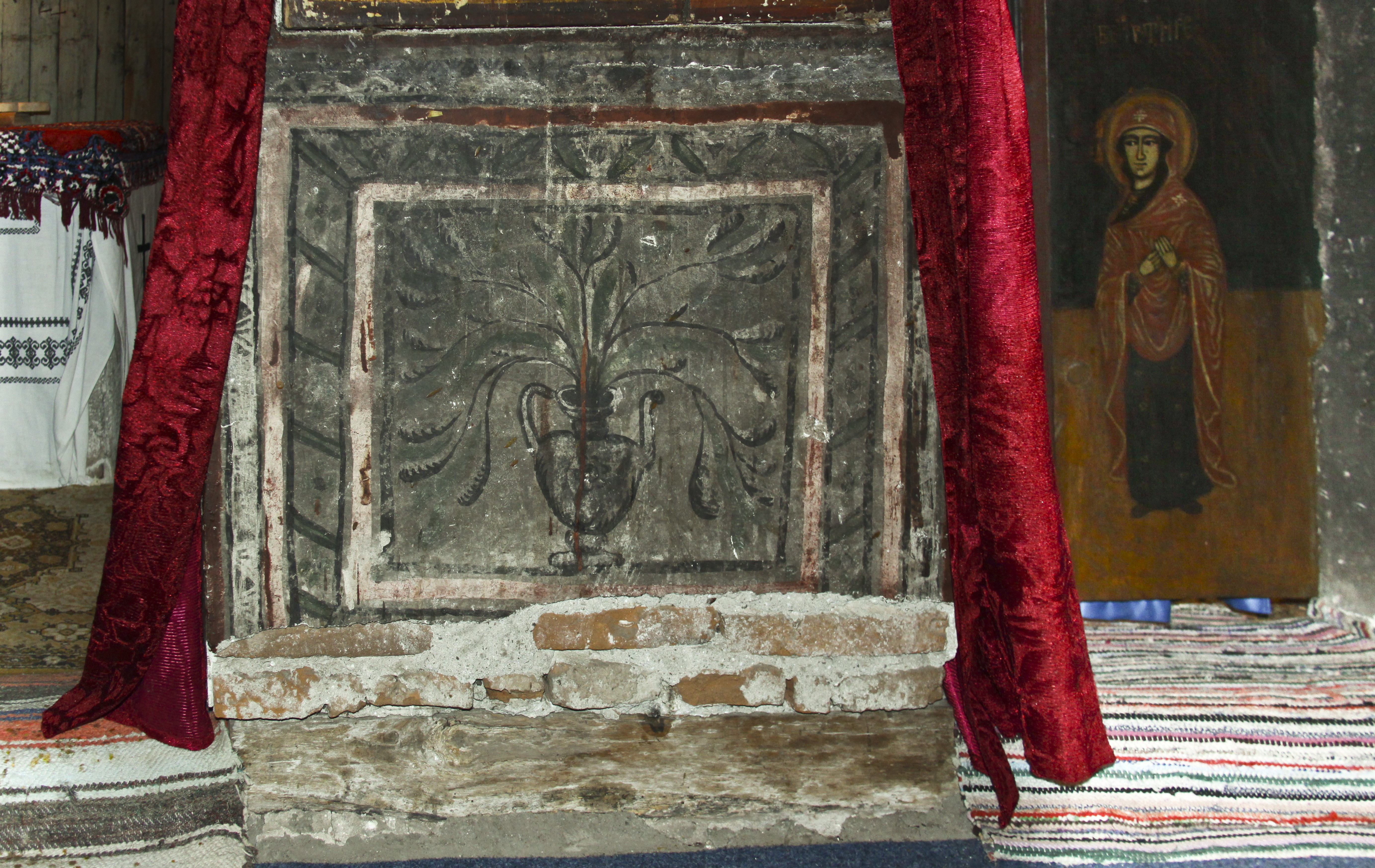
iconostas, poală de icoană împărătească
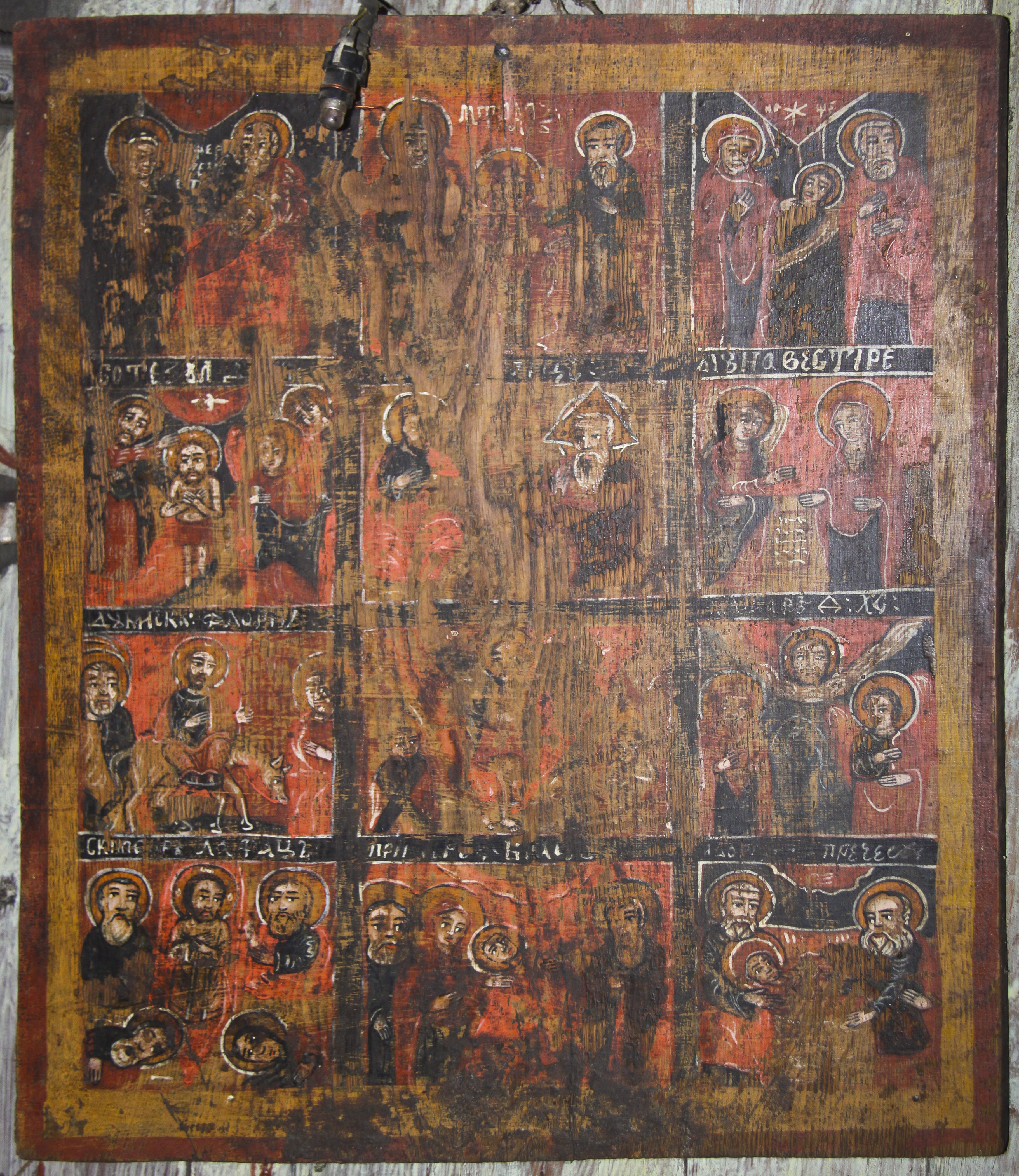
icoană
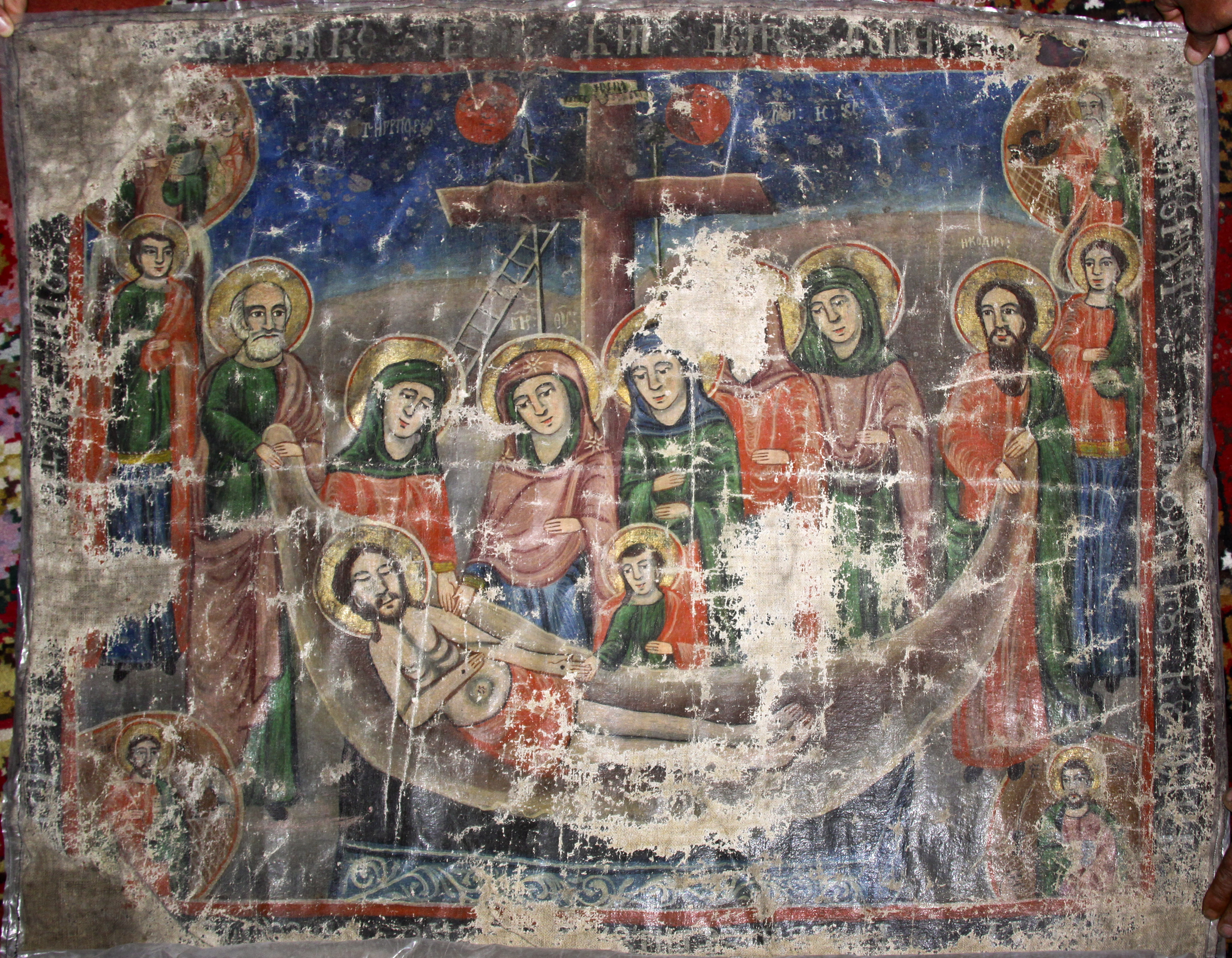
epitaf 1856
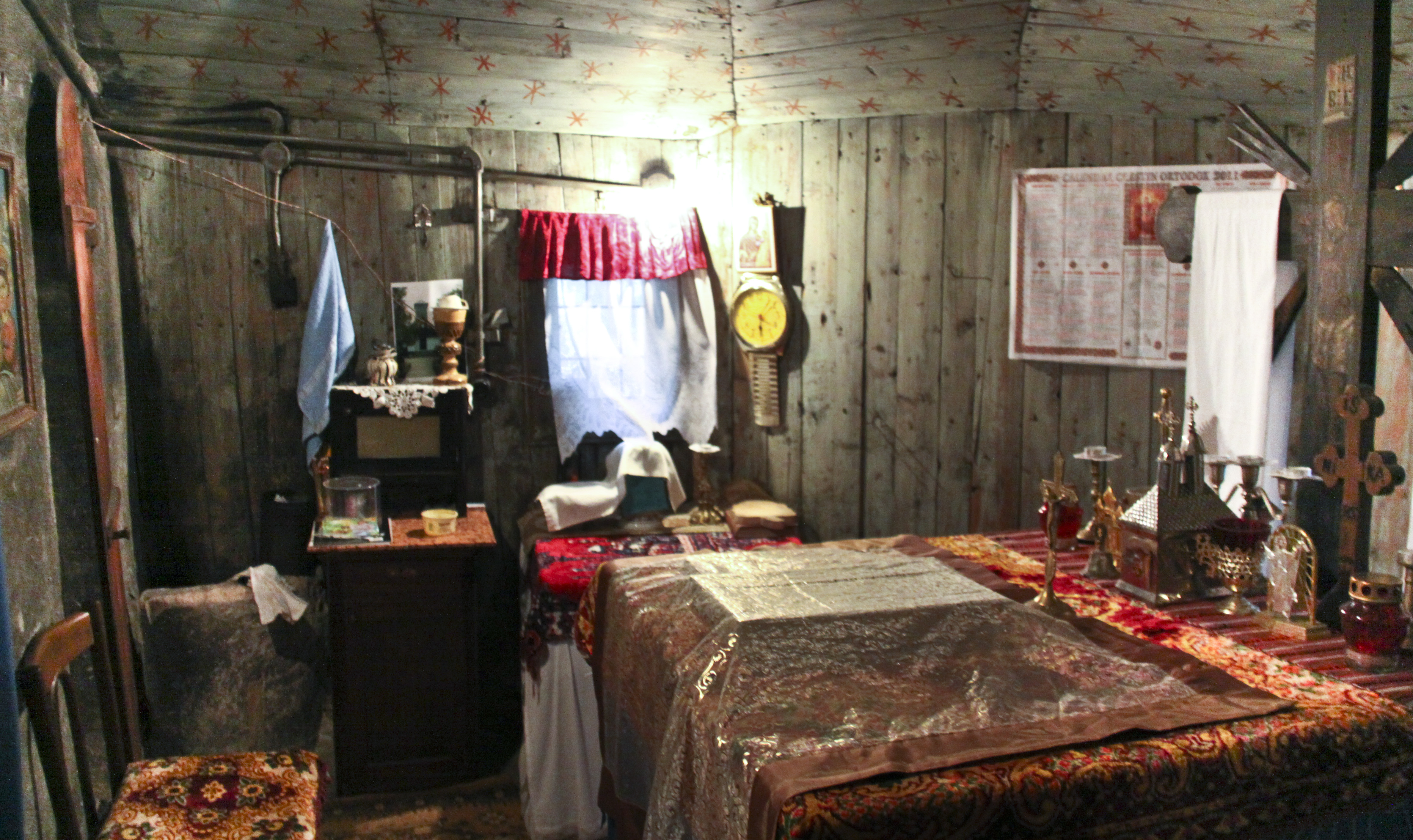
în altar
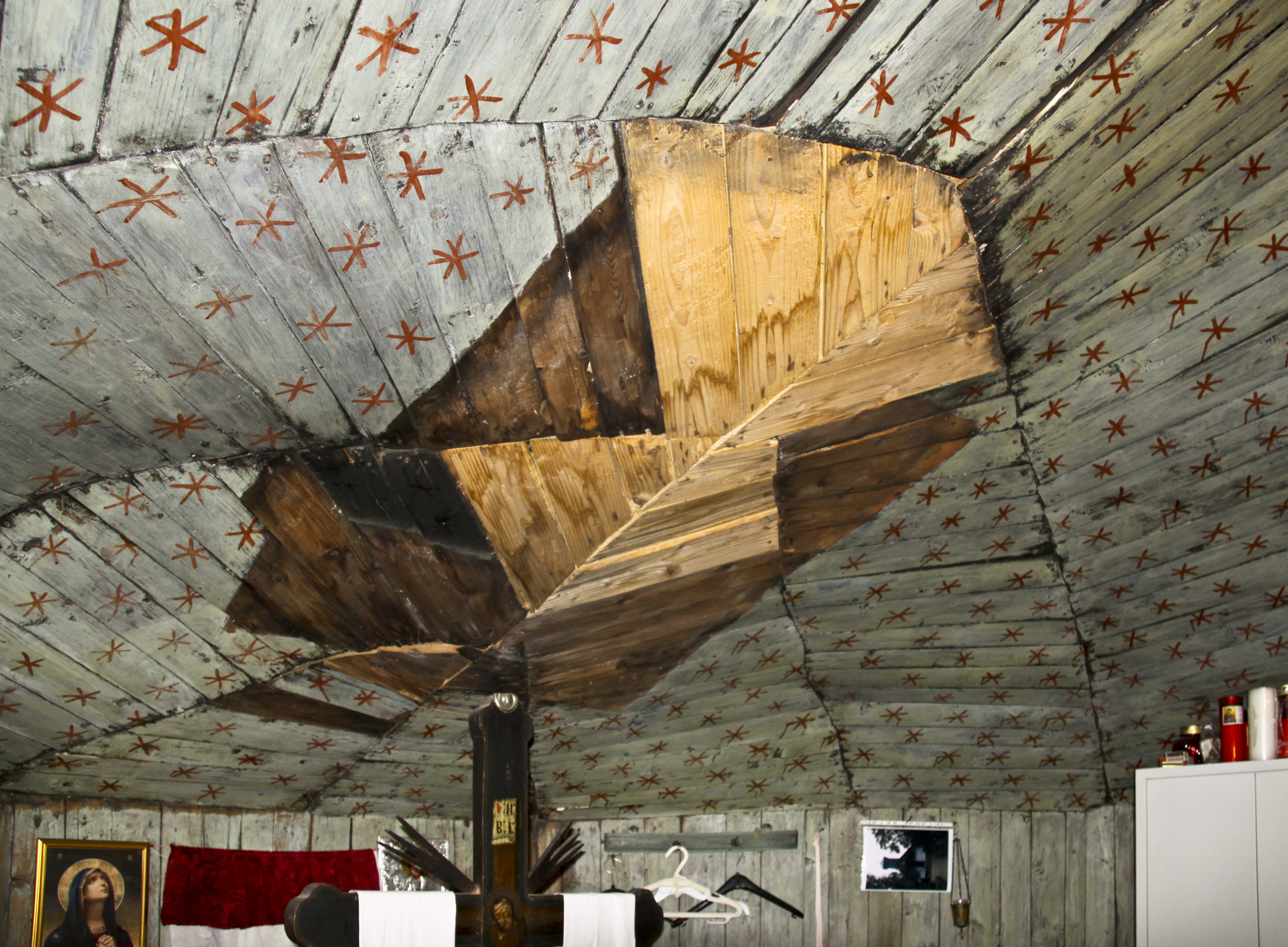
bolta în altar, urmă de la o icoană de pânză